# Realino Marra
Realino Marra (San Vito dei Normanni, 8 ottobre 1956) è un giurista, sociologo e scrittore italiano.

## Biografia
Si è laureato in giurisprudenza presso l'Università degli Studi di Bologna. Sotto la guida di Alessandro Baratta ha intrapreso studi di filosofia del diritto, sociologia del diritto e  sociologia della devianza (Filosofia e sociologia del diritto penale del 2006 ricorda la figura di Baratta, e ricostruisce temi e problemi della criminologia critica). È stato assistente e borsista nella Università della Saarland (Germania) e nella Università di Basilea (Svizzera). Nel solco del pensiero di Giovanni Tarello ha collegato la tradizione del realismo giuridico alla riflessione weberiana sulle scienze della cultura come "scienze di realtà". 
Attualmente è professore ordinario di filosofia del diritto e di sociologia del diritto e delle professioni legali nel Dipartimento di Giurisprudenza della Università di Genova. È direttore responsabile della rivista Materiali per una storia della cultura giuridica (il Mulino, Bologna), fondata da Giovanni Tarello. Dal 2014 al 2020 è stato Preside della Scuola di Scienze sociali dell'Ateneo genovese. È socio effettivo dell'Accademia Ligure di Scienze e Lettere. 
È autore di uno degli studi più noti in lingua italiana su anomia e suicidio (Suicidio, diritto e anomia, Napoli 1987). Ha inoltre contribuito alla conoscenza del pensiero giuridico di Max Weber, Émile Durkheim e Georg Jellinek. Altri contributi di filosofia e sociologia del diritto, e su Durkheim, Max Weber, Auguste Comte, Gabriel Tarde, Rudolf von Jhering, Anders Vilhelm Lundstedt, Theodor Geiger, Hans Kelsen, Robert K. Merton, Talcott Parsons, Henri Poincaré, Michel Foucault, Claude Lévi-Strauss, in  Materiali per una storia della cultura giuridica, Sociologia del diritto, Rivista di filosofia del diritto, Dei Delitti e delle pene, Zeitschrift für Rechtssoziologie, British Journal of Sociology, Doxa, Rechtsgeschichte, Soft Power. Revista euro-americana de teoría e historia de la política. Ha curato l'edizione italiana del primo libro di Max Weber,  Sulla storia delle società commerciali nel Medioevo, in base a fonti dell’Europa meridionale  (traduzione di Lucia Udvari, Accademia Nazionale dei Lincei, Roma, 2016).  
Si è occupato anche di sussidiarietà, di diritto del lavoro (Lineamenti di diritto del lavoro, Bologna 2008) e di storia del diritto sindacale in Italia.
È membro del Consiglio direttivo della Italian Society for Law and Literature. Per diritto&letteratura ha scritto saggi sul romanzo Billy Budd di Herman Melville, su Carlo Emilio Gadda e sulla cultura regolativa degli italiani.

## Opere
- Il diritto in Durkheim. Sensibilità e riflessione nella produzione normativa, Edizioni Scientifiche Italiane, Napoli, 1986.
- Suicidio, diritto e anomia. Immagini della morte volontaria nella civiltà occidentale, Edizioni Scientifiche Italiane, Napoli, 1987.
- Dalla comunità al diritto moderno. La formazione giuridica di Max Weber, 1882-1889, Giappichelli, Torino, 1992, ISBN 8834802543.
- La libertà degli ultimi uomini. Studi sul pensiero giuridico e politico di Max Weber, Giappichelli, Torino, 1995, ISBN 88-34852133.
- Capitalismo e anticapitalismo in Max Weber. Storia di Roma e sociologia del diritto nella genesi dell'opera weberiana, il Mulino, Bologna, 2002, ISBN 88-15087761.
- Diritto. Stato, Costituzione, cittadini, Zanichelli, Bologna, 2004, ISBN 8808193314.
- (a cura di) Diritti degli anziani e politiche sociali, Giappichelli, Torino, 2005, ISBN 8834854063.
- (a cura di) Filosofia e sociologia del diritto penale, Giappichelli, Torino, 2006, ISBN 8834864298.
- La religione dei diritti. Durkheim – Jellinek – Weber, Giappichelli, Torino, 2006, ISBN 8834866177.
- Lineamenti di diritto del lavoro, Zanichelli, Bologna, 2008, ISBN 978-88-08-06423-3.
- (a cura di I. Fanlo Cortés-R. Marra), Filosofia e realtà del diritto. Studi in onore di Silvana Castignone, Giappichelli, Torino, 2008, ISBN:9788834886915.
- Per una scienza di realtà del diritto (contro il feticismo giuridico), in «Materiali per una storia della cultura giuridica», XXXVIII-2, dicembre 2008, pp. 317-346; XXXIX-1, giugno 2009, pp. 5-30.
- (a cura di) Politiche sociali per la nuova città europea, Giappichelli, Torino, 2010, ISBN 978-88-34809327
- (a cura di) Diritto e castigo. Immagini della giustizia penale: Goethe, Manzoni, Fontane, Gadda, il Mulino, Bologna, 2013, ISBN 9788815246196.
- L'eredità di Max Weber. Cultura, diritto e realtà, il Mulino, Bologna, 2022, ISBN 9788815298461.